# اس‌ام‌اس هیلدبراند
اس‌ام‌اس هیلدبراند (به انگلیسی: SMS Hildebrand) یک کشتی دفاع ساحلی بود که طول آن ۷۹ متر (۲۵۹٫۲ فوت) بود. این کشتی در سال ۱۸۹۲ ساخته شد.